# Lithacodia phya
Lithacodia phya là một loài bướm đêm trong họ Noctuidae.